# HD150365
HD150365 — хімічно пекулярна зоря спектрального класу A5, що має видиму зоряну величину в смузі V приблизно  6,7.
Вона  розташована на відстані близько 345,5 світлових років від Сонця.